# Abacetus ellipticus
Abacetus ellipticus es una especie de escarabajo terrestre de la subfamilia Pterostichinae.  Fue descrito por Tschitscherine en 1898. 